# هيونداي أسان
هيونداي آسان هي إحدى الشركات المنضوية تحت مجموعة هيونداي، وهي مستثمر كبير في كوريا الشمالية. تدير عددًا من المشاريع من بينها منطقة جبل كمغانغ السياحية وتشارك في منطقة كايسونغ الصناعية كما تدير أعمال بناء عدد من الطرق والسكك الحديدية.
بعد مواجهته تهمًا بتقديم رشًى بلغت 500 مليون دولار للشمال لتوافق السلطات هناك على عقد لقاء قمة بين الكوريتين في العام 2000، أقدم مدير الشركة تشانج مونج هن على الانتحار بإلقاء نفسه من الطابق الثاني عشر في مبنى شركته وذلك في أبريل 2003. وكان أيضًا متهمًا بتحويل بالاختلاس وتحويل مليارات من الدولارات لأرصدة غير معروفة.

## وصلات خارجية
- الموقع الرسمي للشركة